# Taraka isona
Taraka isona är en fjärilsart som beskrevs av Hans Fruhstorfer 1922. Taraka isona ingår i släktet Taraka och familjen juvelvingar. Inga underarter finns listade i Catalogue of Life.